# 美女廚房
《美女廚房系列》（英語：Beautiful Cooking Series）是由日本朝日電視台授權香港電視廣播有限公司拍攝製作的烹飪遊戲節目系列，每集邀請三位美女藝人進行廚藝比賽，亦邀請2-3位男藝人作為評判，第一輯推出時大受歡迎，最高突破42點收視，打破《超級無敵獎門人》紀錄成為最高收視的遊戲節目。
本節目系列一共3輯，首兩輯由鄭中基、梁漢文、方力申主持，錢國偉監製。第三輯改由蕭正楠、林盛斌及張振朗主持，監製則為林俊文及陳旭亮。

## 第一輯
由鄭中基、方力申及梁漢文主持。第一輯於2006年5月28日起，逢星期日晚上九時於翡翠台播出，共19集，另設助手謝珊珊、黃卓慧、謝兆、孫慧雪及陳文靜。
第13-19集為特別篇，分別是：
- 第13集的《美女廚房天堂地獄爭霸戰》
- 第14集的《美女廚房至尊孖寶大賽》
- 第15集的《美女廚房Sawasdee》
- 第16集的《美女廚房Khob Khun Krup》
- 第17集的《美男廚房四大熱葷》
- 第18集的《美男廚房美點雙輝》
- 第19集的《美女廚房團年飯》

## 第二輯
第二輯則於2009年4月5日至11月1日，逢星期日晚上21:30-22:25（後來在2009年4月26日之後改為逢星期日晚上21:00-22:00）於翡翠台及高清翡翠台播出，原本共18集，後因收視好多加10集，共28集，另設助手劉俐、陳蕊蕊、王淑玲、丁樂鍶、梁懿晴（梁梓悠）、王寶寶和關婉珊。

## 第三輯
第三輯則於2018年6月2日起，逢星期六晚上21:30-22:30，由林俊文、陳旭亮監製；並由蕭正楠、林盛斌及張振朗主持，並換上新主題曲。

## big big channel版
| 集數  | 參賽者         | 主持及助手     | 主要嘉賓評判   | 播放日期   |
| 第1集 | 蔡思貝、譚凱琪 | 陸浩明、鍾 晴  | 張振朗、馮嘉橋 | 2017.09.23 |
| 第2集 | 高海寧、湯洛雯 | 林盛斌、鄧以婷 | 陸浩明、馮嘉橋 | 2017.10.03 |